# Vedoucí úloha strany

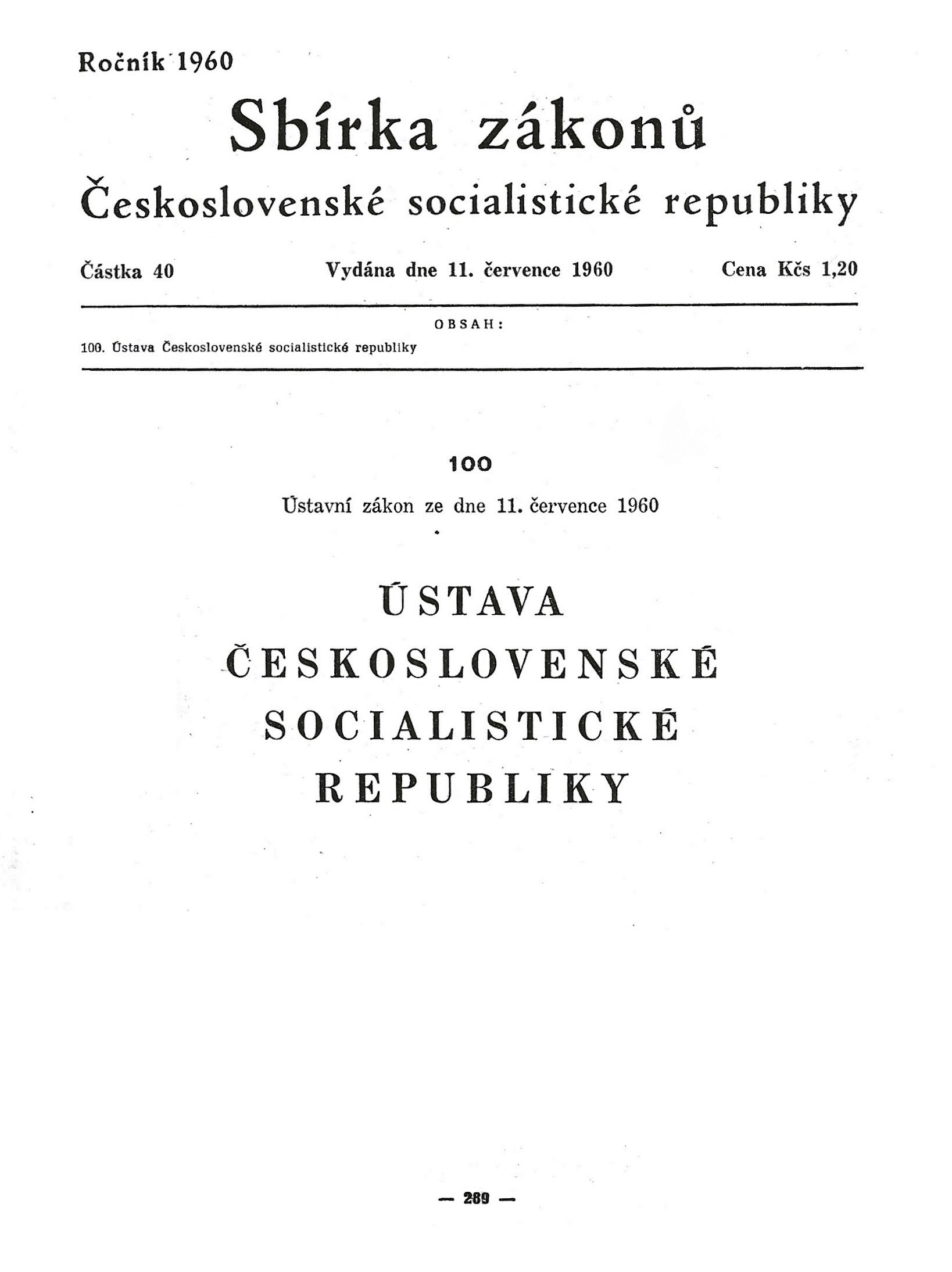
Úvodní strana československé ústavy z roku 1960.

Pojem vedoucí úloha strany se objevoval v ústavách zemí socialistického tábora, neboli zemí socialistické soustavy (tj. východní Evropy, SSSR a spojeneckých zemí SSSR). 
V případě Československa byl ukotven v Ústavě Československé socialistické republiky z roku 1960. V hlavě první, článku 4 ústavy tímto zabezpečoval Komunistické straně Československa právo řídit stát, a přímo v ústavě tak zamezil jakékoliv možnosti svobodné politické soutěže. 

## Historie
Poprvé se uvedený koncept objevil v ústavě SSSR z roku 1936, a to v článku 126, kde bylo uvedeno, že „(Komunistická strana Sovětského svazu je) předvojem pracujícího lidu v boji za vybudování komunistické společnosti a (…) tvoří jádro všech organizací pracujícího lidu jak společenských, tak i státních.“
Koncept byl do českého, resp. československého prostředí uveden ústavou z roku 1960. V roce 1959 konstatoval tehdejší prezident ČSR Antonín Novotný, že došlo k vítězství socialismu v zemi, na základě čehož bylo připravováno sepsání nové ústavy. Sám Novotný naléhal na to, aby tento koncept byl do ústavy začleněn. Stalo se tak jejím přijetím v roce 1960. Stanovil tak i formálně (od února 1948 fakticky) podřízenost ostatních politických stran v Národní frontě Komunistické straně Československa. Byl vyškrtnut po jednání Federálního shromáždění (československého parlamentu) 29. listopadu 1989. Zrušen byl zákonodárným sněmem, ve kterém měla většinu tehdejší KSČ na základě návrhu, který předložil tehdejší ministr Marián Čalfa. Změna byla reakcí na požadavky Občanského fóra (manifest Co chceme) během Sametové revoluce.

## Užití v dalších socialistických zemích
Tento koncept se objevoval i v dalších ústavách zemí východního bloku. Například jugoslávská ústava jej měla zahrnut již v bodě č. 7 v kapitole Prohlášení. V prvním článku polské ústavy byla rovněž zahrnuta vedoucí role Polské sjednocené dělnické strany (PZPR) (až do 29. prosince 1989. V Německé demokratické republice byl přijat do ústavy až v roce 1968
V současné době je vedoucí úloha strany zakotvena například v ústavě Čínské lidové republiky nebo v kubánské ústavě (článek 5).